# Đak Sơ Mei
Đak Sơ Mei, Đăk Sơ Mei hay Đăk Sơmei là một xã thuộc tỉnh Gia Lai, Việt Nam.

## Địa lý
Xã Đak Sơ Mei có diện tích 148,89 km², dân số năm 2000 là 3.526 người, mật độ dân số đạt 24 người/km².

## Lịch sử
Nguyên trước kia xã có tên là xã Đak Đoa cũ thuộc huyện Mang Yang, tỉnh Gia Lai. 
Năm 2000, xã được đổi tên thành xã Đak Sơ Mei thuộc huyện Đak Đoa, tỉnh Gia Lai.

## Nhân vật nổi bật
Wừu: Anh hùng lực lượng vũ trang nhân dân.